# دوامة (فلم)
دوامة (بالإنجليزية: Spiral) هو فيلم رعب أمريكي تم إنتاجه في 2021 من إخراج دارين لين بوسمان. ويعد الجزء التاسع من سلسلة أفلام سو السينمائية الشهيرة. و من بطولة النجوم كريس روك وصامويل جاكسون. كان من المقرر أن يتم إصدار الفيلم في الولايات المتحدة في 21 مايو 2021 بواسطة ليونزغيت إنترتينمنت ، بعد تأخيره من تاريخ إصداره الأصلي الذي كان في 15 مايو 2020، بسبب جائحة فيروس كورونا .

## ملخص قصة
في الفصل الجديد المروع من القصة، يقوم مجرم وعبقري سادي بتنفيذ خطة صادمة لسفك الدماء من جديد.

## الممثلين
| الرقم | الممثل(ة)         | الدور/الوظيفة |
| ----- | ----------------- | ------------- |
| 1)    | صامويل جاكسون     | ماركوس        |
| 2)    | ماكس مينغيلا      | ويليام        |
| 3)    | ماريسول نيكولز    | انجي جارزا    |
| 4)    | كريس روك          | زيكي          |
| 5)    | نازنين كونتراكتور | شادا          |
| 6)    | دان بيترونجيفيك   | مارف          |

## وصلات خارجية
- مقالات تستعمل روابط فنية بلا صلة مع ويكي بيانات